# Glinek, Mirna
Glinek este o localitate din comuna Mirna, Slovenia, cu o populație de 21 de locuitori.